# Mary Constantia Clifford
Mary Constantia Clifford (Ugbrooke Park, Devon, 29 maart 1825 – Leamington Spa , Warwick, 18 maart 1898) was de dochter van Hugh Charles Clifford, zevende Baron van Chudleigh (1790-1858) en Mary Lucy Weld (1799-1831). Haar grootvader was de latere kardinaal Thomas Weld (1773-1837). Mary C. Clifford was een geëmancipeerde, adellijke dame die zich engageerde voor de katholieke revival in het Engeland van de 19de eeuw.

## Levensloop
Mary C. Clifford werd geboren in Ugbrooke Park en liep school in New Hall School (Chelmsford). Op 12 januari 1846 trouwde ze met William Joseph Vavasour Esq. Als zoon van Sir Edward Marmaduke Vavasour (1786-1847) en Marcia Bridget Lane-Fox  (1792-1826) werd hij geboren in Hazlewood Castle  (Tadcaster, York) op 26 februari 1822. Na zijn dood op 11 januari 1860, beheerde Mary C. Clifford met haar oudste zoon William Edward Joseph  (1846-1915) de familiedomeinen in Tadcaster en Draycott Manor (Stafford). Na de dood van zijn nonkel in 1885 erfde hij de titel derde baronet.
Zij hertrouwde op 8 februari 1865 met Maurice Dennis Kavanagh (1838-1899), een Ierse katholiek die leefde van een salaris als leraar, schrijver en jurist. Het huwelijk met een burger veranderde haar sociale status en noodgedwongen verliet ze Hazlewood Castle. 
Mary verbleef van 1865 tot 1869 te Brugge in de Engelse kolonie en maakte er kennis met priester-dichter Guido Gezelle (1830-1899), met wie ze correspondeerde tot 1889. In 1869 verhuisde ze met haar gezin naar Clapham  (Londen). Vanaf 1874 beëindigde Mary de cohabitatie met Maurice D. Kavanagh, en in 1887 werd de scheiding op haar initiatief voor de rechtbank uitgesproken. 
Mary C. Clifford stierf op 18 maart 1898 en werd als lid van de clarissen-coletinen in Baddesley Clinton (Warwick) op hun kloosterdomein begraven.

## Activiste
Vanaf de Reformatie in de 16de eeuw tot de Act of Relief (1821) bleef een aantal adellijke families, zoals de Cliffords, de Welds en de Vavasours, ijveren voor de rechten van de katholieken in Engeland. Paus Pius IX herstelde er de kerkelijke hiërarchie in 1850 en benoemde Nicholas Wiseman (1802-1865) tot de eerste aartsbisschop van Westminster (Londen), die de architect van het herstel werd.
Binnen deze katholieke revival zette Mary C. Clifford zich in voor de Altar Society vanaf 1856 tot 1871. De Altar Society for the Poor Missions (1851) was een stichting onder het patronaat van kardinaal Wiseman en paus Pius IX. De organisatie zamelde gelden en religieuze objecten in voor de aankleding van altaren, tabernakels en priesters. De clerus van de recente, minder bemiddelde parochies kon een beroep doen op de organisatie om de kerkdiensten luister bij te zetten.
Mary C. Clifford communiceerde via katholieke kranten zoals The Tablet. Daarin publiceerde ze het reglement van de organisatie voor het diocees Westminster, waarbij gestipuleerd werd dat man en vrouw, rijk en arm lid konden worden. Ze wierf betalende leden aan, zorgde voor een open boekhouding, coördineerde bazaars en tombola's en riep de clerici op tot ondersteuning.  In 1859 publiceerde ze bij de Londense uitgeverij Burns en Lambert een geïllustreerd boek met de titel The Child’s Mass Book, waarvan de opbrengst volledig naar de Society ging.
In de katholieke kranten zette Mary zich vanaf 1868 tot 1870 in voor the English Committee dat de belangen van de pauselijke zoeaven behartigde. Ze publiceerde informatie over de reisdocumenten, de kosten voor de overtocht van Engeland naar Rome, het verblijf en de bevoorrading, de taalproblemen bij de bevelsvoering en riep op voor de verzorging van de gewonden. Ze maande de Engelse katholieken aan om de jongemannen die hun leven veil hadden voor de staat en het gezag van de paus, financieel en praktisch te steunen. Twee van haar zonen namen dienst. Ze stuurde twee eigenhandig geborduurde banners naar Rome om het Engelse korps aan te moedigen. Paus Pius IX uitte zijn respect en waardering voor haar inzet en de banners.

## Briefwisseling met Guido Gezelle[25]
Guido Gezelle was Mary’s mentor en biechtvader. Ze besprak met hem de opvoeding van haar acht kinderen, hun schoolse prestaties en maatschappelijke posities. Haar zonen werden zoeaaf, landheer, beheerder van boerderijen in Canada en Nieuw-Zeeland, en ondanks haar wens werd de jongste geen priester. De oudste dochter Mary Vavasour (1852-1888) trad binnen bij de Zusters van de Goede Herder. De drie anderen dochters huwden echtgenoten met militaire en diplomatieke ambities. 
In haar brieven deelde ze haar bekommernissen rond de Duits-Franse oorlog, de Belgische politiek, het belang van het eerste Vaticaans Concilie en de "onfeilbaarheid" van de paus, de verhouding tussen katholieken en protestanten, koningsgezinden en republikeinen.